# Вест Гошен (Пенсилванија)
Вест Гошен (енгл. West Goshen) град је у америчкој савезној држави Пенсилванија.

## Демографија
По попису из 2000. године број становника је 8.472.
| Група             | 2000.         | 2010.    |
| Белци             | 7.323 (86,4%) | 0 (0,0%) |
| Афроамериканци    | 420 (5,0%)    | 0 (0,0%) |
| Азијати           | 475 (5,6%)    | 0 (0,0%) |
| Хиспаноамериканци | 193 (2,3%)    | 0 (0,0%) |
| Укупно            | 8.472         | 0        |